# 特羅特斯 (北達科他州)
特羅特斯（英語：Trotters）是位於美國北達科他州戈爾登瓦利縣的非建制地區。

## 地理
特羅特斯所處的海拔為高於海平面738米（即2421英呎），而該地所採用的時區為UTC-6，即北美中部时区（CST）。同時該地設有夏令時間，為UTC-6調快一小時，即UTC-5（CDT）。